# Кубони, Джузеппе
Джузеппе Кубони (итал. Giuseppe Cuboni; 1852—1920) — итальянский миколог и фитопатолог.

## Биография
Джузеппе Кубони родился 2 февраля 1852 года в городе Модена в Италии в семье Луиджи и Каролины Кармунколи. Учился на медицинском факультете Римского университета, в 1872 году получил степень бакалавра. В 1874 году издал первую научную работу, посвящённую анатомии человека. В 1875 году перешёл на факультет естественных наук, стал учиться у Джузеппе де Нотариса. В 1877 году Кубони окончил факультет естественных наук. В том же году, незадолго до смерти Нотариса, Кубони женился на его дочери Виктории. В это же время Джузеппе по рекомендации Нотариса стал адъюнкт-профессором ботаники и ассистентом директора Римского ботанического сада. В 1881 году он стал профессором естественных наук, а в 1885 — ботаники и фитопатологии в школе виноградарства в Конельяно. С 1887 по 1920 Кубони был директором Римской фитопатологической станции. В 1898 году он стал профессором фитопатологии в Римском университете. Джузеппе Кубони скончался 3 ноября 1920 года в Риме.

## Организмы, названные в честь Дж. Кубони
- Cubonia Sacc., 1889
- Melanomma cubonianum Sacc., 1883
- Pestalotia cuboniana Brizi, 1896 [syn.  Pestalotia eugeniae Thüm., 1880]
- Sphaerella cuboniana D.Sacc., 1905
- Sphaeridium cubonianum Sacc., 1912